# João de Carvalho Sá
João Gonçalves de Carvalho Sá, conhecido por Carvalho Sá (Jeremoabo, 9 de fevereiro de 1907 — Salvador, 10 de março de 2002), foi um advogado, jornalista, funcionário público e político brasileiro. 

## Biografia
Filho do político Coronel João Sá e de e d. Luzia de Carvalho Sá. Foi casado Hyldeth Costa de Carvalho Sá e pai da imortal Evelina Hoisel e de outros quatro filhos. Formou-se em Direito pela Faculdade de Direito da Bahia em 1929.  
No ano seguinte, foi nomeado promotor de justiça em Jeremoabo, transferindo-se para Castro Alves (BA) dois anos depois. Em 1937 foi para Salvador, onde assumiu o cargo recém-criado de promotor da justiça militar do estado. Acumulou ainda o cargo de subprocurador da Fazenda estadual.  
Em 1945, elegeu-se suplente de deputado pela Bahia à Assembleia Nacional Constituinte. Foi nomeado, nesse ínterim, membro do conselho administrativo do estado, permanecendo no cargo durante a interventoria de Guilherme Carneiro da Rocha Marback (1946). Logo em seguida, foi procurador da prefeitura municipal de Salvador. Exerceu o mandato de deputado federal, durante a legislatura ordinária que se seguiu à promulgação da nova Carta constitucional, de maio de 1948 a janeiro de 1949 e de maio de 1949 a janeiro de 1950.  
No pleito de outubro de 1950, foi eleito para a Assembléia Legislativa baiana, pelo PSD, cumprindo o mandato de 1951 a 1955.  
Faleceu em Salvador em 10 de março de 2002 .  